# Neuville-lès-Lœuilly
Neuville-lès-Lœuilly è un ex comune francese di 128 abitanti situato nel dipartimento della Somme nella regione dell'Alta Francia, accorpato dal 1º gennaio 2019 con i comuni di Lœuilly e Tilloy-lès-Conty nel comune di nuova costituzione Ô-de-Selle, del quale è divenuto comune delegato. 
Il suo territorio è bagnato dal fiume Selle, affluente della Somme.

## Società

### Evoluzione demografica
Abitanti censiti